# Valparaiso (Nebraska)
Valparaiso és una població dels Estats Units a l'estat de Nebraska. Segons el cens del 2000 tenia 563 habitants.

## Demografia
Segons el cens del 2000, Valparaiso tenia 563 habitants, 232 habitatges, i 150 famílies. La densitat de població era de 395,2 habitants per km².
Dels 232 habitatges en un 32,8% hi vivien nens de menys de 18 anys, en un 55,2% hi vivien parelles casades, en un 6,5% dones solteres, i en un 35,3% no eren unitats familiars. En el 32,3% dels habitatges hi vivien persones soles el 15,5% de les quals corresponia a persones de 65 anys o més que vivien soles. El nombre mitjà de persones vivint en cada habitatge era de 2,43 i el nombre mitjà de persones que vivien en cada família era de 3,11.
Per edats la població es repartia de la següent manera: un 28,2% tenia menys de 18 anys, un 7,1% entre 18 i 24, un 28,8% entre 25 i 44, un 21,5% de 45 a 60 i un 14,4% 65 anys o més.
L'edat mediana era de 38 anys. Per cada 100 dones de 18 o més anys hi havia 95,2 homes.
La renda mediana per habitatge era de 39.444 $ i la renda mediana per família de 47.981 $. Els homes tenien una renda mediana de 32.143 $ mentre que les dones 24.712 $. La renda per capita de la població era de 18.024 $. Aproximadament el 2,7% de les famílies i el 4,2% de la població estaven per davall del llindar de pobresa.

## Poblacions més properes
El següent diagrama mostra les poblacions més properes.